# Hidemasa Morita
Hidemasa Morita (jap. 守田 英正, Morita Hidemasa; * 10. Mai 1995 in Takatsuki, Präfektur Osaka) ist ein japanischer Fußballspieler.

## Karriere

### Verein
Morita spielte in der Jugend für die Ryūtsū-Keizai-Universität. Seinen ersten Vertrag unterschrieb er 2018 bei Kawasaki Frontale. Der Verein aus Kawasaki spielte in der ersten Liga, der J1 League. 2018 und 2020 feierte er mit Kawasaki die japanische Meisterschaft. Den J. League Cup und den japanischen Supercup gewann er 2019. Das Finale um den Emperor’s Cup 2020 am 1. Januar 2021 gewann man gegen Gamba Osaka mit 1:0. Anfang 2021 wechselte er nach Europa. Hier nahm ihn der portugiesische Verein CD Santa Clara unter Vertrag. Der Verein aus Ponta Delgada auf den Azoren spielt in der ersten Liga des Landes, der Primeira Liga.
Seit Sommer 2022 spielt Morita für Sporting Lissabon in der ersten portugiesischen Liga.

### Nationalmannschaft
Am 11. September 2018 debütierte Morita für die japanische Fußballnationalmannschaft in einem Freundschaftsspiel gegen Costa Rica. Ende 2022 gehörte er dem japanischen Kader für die Weltmeisterschaft an und kam dort in drei von vier Spielen zum Einsatz, ehe die Mannschaft im Achtelfinale ausschied.

## Erfolge
Kawasaki Frontale
- Japanischer Meister: 2018, 2020
- J. League Cup: 2019
- Japanischer Fußball-Supercup: 2019
- Emperor’s Cup: 2020